# Terminologia teorii gier

## A
- arbitraż

## C
- cykliczna dominacja

## D
- drzewo gry
- duopol
- dylemat więźnia
- dynamika replikatorowa

## G
- głosowanie
  - głosowanie taktyczne
- gra
  - hipergra
  - gra dwuosobowa
  - gra istotna
  - gra nieistotna
  - gra o sumie niezerowej
  - gra o sumie stałej
  - gra o sumie zerowej
  - gra o sumie zmiennej
  - gra w cykora
  - gra wieloosobowa
- gracz
  - gracz racjonalny
- groźba
- gry nieskończone

## I
- imitacja
- indeks siły
- iterowany dylemat więźnia

## K
- kartel

## M
- macierz wypłat
- model
- monopol

## N
- negocjacje

## O
- obietnica

## P
- paradoks Newcomba
- poziom bezpieczeństwa
- punkt Bowleya
- punkt siodłowy

## R
- racjonalność
- region altruizmu
- region konfliktu
- reguła Hamiltona
- reguła PFR
- replikator
- równowaga
  - równowaga Nasha
  - równowaga strukturalna

## S
- standardowy model procesu ewolucyjnego
- strategia
  - strategia bezpieczeństwa
  - strategia dominująca
  - strategia mieszana
  - strategia niezdominowana
  - strategia prosta
  - strategia stabilna ewolucyjnie
  - strategia zdominowana
- system wyborczy

## U
- użyteczność

## W
- wet za wet
- współzależność społeczna

## Z
- zbiór informacyjny
- zobowiązanie